# فيرنانديز ليما
فيرنانديز ليما هو مغني وكاتب أغاني برازيلي، ولد في 18 يونيو 1962.